# Référendum autrichien sur l'adhésion à l'Union européenne
Le référendum autrichien de 1994 est un référendum organisé en Autriche et ayant eu lieu le 12 juin 1994. Celui-ci porte sur l'adhésion de l'Autriche à l'Union européenne.
Le taux de participation est de 82,3 % avec 4 724 831 votants pour un corps électoral de 5 790 578 personnes. 66,6 % des votants ont répondu favorablement à la question posée soit 3 145 981 personnes. 33,4 % des votants n'ont pas souhaité cette adhésion soit 1 578 850 personnes.
À la suite de ce résultat, l'Autriche signe le traité de Corfou en 1994 et intègre l'Union européenne le 1er janvier 1995, lors du quatrième élargissement de l'Union européenne.